# José María de Arévalo
José María de Arévalo y Requeno (Capileira, Granada, 20 de noviembre de 1791-París, febrero de 1869) fue un militar español que combatió en la guerra de la Independencia, la guerra realista y las dos primeras guerras carlistas por la causa fernandina y carlista.

## Biografía
Nació en Capileira (en la Alpujarra Granadina), hijo de Ramón de Arévalo y de María Requeno, que pertenecían a la nobleza.
En 1808 inició su carrera militar al ingresar en el colegio de cadetes de Granada, de donde salió como subteniente al año siguiente.

### Guerra de la Independencia
Participó en la guerra de la Independencia como oficial. Combatió en Aranjuez, Almonacid (donde fue herido) y Ocaña (1809), antes de pasar a Granada y Murcia, donde tomó parte en otras acciones de guerra. Posteriormente, marchó a Valencia y tomó parte en los sitios de Murviedro y de Tarragona (1811), contra las tropas francesas.
Terminó la guerra con el grado de teniente y fue destinado posteriormente a Murviedro (actual Sagunto), donde se casó en 1817 con María Francisca Brugada Cubertorer, viuda de una familia noble de dicha villa, con la que tuvo cuatro hijos.

### Guerra realista
Durante el Trienio Liberal se negó a jurar la Constitución de Cádiz y organizó reuniones políticas para ayudar a las partidas realistas que empezaban a operar por la región valenciana. Según Antonio Caridad Salvador, ello le valió ser acosado e insultado por los liberales exaltados, siendo posteriormente encausado por las autoridades. Para evitar ser apresado y proteger su propia vida, se unió a las fuerzas realistas, lo que efectuó en febrero de 1823 con unos 100 jóvenes de Murviedro y de los pueblos cercanos, a los que pudo reunir gracias al prestigio y la influencia de que gozaba. Al frente de esta fuerza se unió a Sempere, quien le dio el empleo de capitán. A su lado participó en el ataque a Vinaroz, en los dos sitios de Valencia, en la toma de Segorbe y en el sitio de Alicante, acabando la guerra como coronel.

### Primera guerra carlista

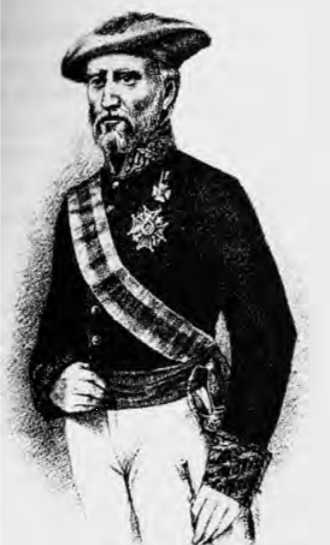
Retrato de José María Arévalo.

Era ya comandante de Infantería en el Ejército isabelino cuando en el año 1835 solicitó y obtuvo su licencia absoluta para presentarse a principios del siguiente mes de junio al general carlista Cabrera.
La fama de jefe de claro talento y vasta ilustración, sobre todo en asuntos militares, de que Arévalo llegó precedido al campo carlista, dio lugar a que el caudillo tortosino le nombrara secretario suyo y le confiriese poco después la dirección de las Academias que creó en las tropas de su mando a fin de que sus subordinados adquiriesen el mayor grado posible de cultura, especialmente en lo relativo al arte de la guerra, debiéndose, por lo tanto, muy en particular a José María de Arévalo la formación de aquella distinguida y bizarra oficialidad del Ejército carlista del Centro que, tan gallardamente dirigido por el general Conde de Morella, se cubrió de gloria militar en tantos y tan sangrientos combates, lo mismo en los días de los éxitos que en los de las retiradas.
La vida del jefe carlista Arévalo fue íntimamente unida a la historia de la primera guerra carlista por Aragón, Valencia y Murcia. Cuando Cabrera recibió el nombramiento de comandante general Carlista del Bajo Aragón, nombró a Arévalo jefe de Estado Mayor de su División. Se distinguió particularmente en las acciones de Chert, Prat de Compte, Azuara, Zurita, La Yesa, Muniesa, Alcanar, Terrer, Cantavieja, Puente de Alcance, Torrecilla, Cherta, Siete Aguas, Pla del Pau, Maella, Carboneras, Morella y, sobre todo, en Chulilla, la última victoria de los carlistas del Centro, que fue dirigida por el jefe Arévalo, cogiendo unos setecientos prisioneros al general Ortiz.
Cuando el general Cabrera salió del Centro con la expedición del general Gómez Damas, dejó a Arévalo de comandante general interino del Bajo Aragón, transmitiéndole todas sus facultades; tal era la confianza que le inspiraba su Jefe de Estado-Mayor.
Al concluir la primera guerra civil José María de Arévalo era ya mariscal de campo carlista, y honraba su pecho, entre otras varias condecoraciones, con la Gran Cruz de la Real y Americana Orden de Isabel la Católica y con la Cruz de primera clase de la Real y Militar Orden de San Fernando. En 1837 Carlos V lo premió con el título de Barón de Arévalo.

### Exilio y guerra montemolinista
En Francia permaneció emigrado hasta que en 1847 fue a Gibraltar, desde donde se trasladó a su región natal, La Alpujarra, con el cargo de Jefe de Estado-Mayor del teniente general carlista Gómez Damas encargado por Carlos VI de promover un levantamiento en la Región de Granada durante la campaña montemolinista; pero aquel proyecto fracasó y entonces aquellos dos generales carlistas hubieron de trasladarse a Inglaterra para volver más tarde a Francia, pues ambos preferían morir en la expatriación antes que reconocer a la reina cuyo trono habían combatido con las armas en la mano.
Con motivo del alzamiento carlista de 1855, el general Arévalo se trasladó nuevamente a Gibraltar con el fin de levantar una partida carlista en la serranía de Ronda. Pero el Gobierno español protestó por su presencia allí, lo que llevó a las autoridades británicas a ordenar su detención. Sin embargo, debió ser avisado del peligro, ya que se marchó de la colonia antes de ser apresado.
Cuando fue destronada Isabel II, al reorganizar Carlos VII sus fuerzas, promovió a Arévalo a teniente general, y le destinó a su Consejo de París.

### Muerte
En la capital de Francia, donde vivía muy modestamente, falleció en febrero de 1869, teniendo el consuelo de verse asistido en su última enfermedad por Doña Margarita de Borbón, el Angel de la Caridad, como la apellidaron, según el Barón de Artagan, «los enfermos y los heridos tanto del campo liberal como del campo carlista». De acuerdo con Antonio Aparisi y Guijarro, Don Carlos dio un abrazo al moribundo veterano, que hizo que este se echara a llorar.
Don Carlos presidió su funeral, celebrado en la parisina iglesia de Saint Merry, que fue muy concurrido y al que asistieron muchos de sus antiguos compañeros de armas. Fue enterrado en el cementerio del Père Lachaise.
Sobre la escena de su muerte se pintó un cuadro que fue expuesto en marzo de 1869 en una de las principales tiendas de la madrileña Puerta del Sol. Según el diario carlista La Esperanza, la gente se agolpaba para contemplar con cierto sentimiento dicho cuadro, que «representaba a un anciano moribundo en un pobre lecho de un modestísimo cuarto, y sobre el cual e inclinaban tristemente, silenciosos y visiblemente conmovidos, un apuesto joven y una elegantísima señora de la misma edad, cuyo noble porte daba claras muestras de la alteza de su cuna».

## Descendencia

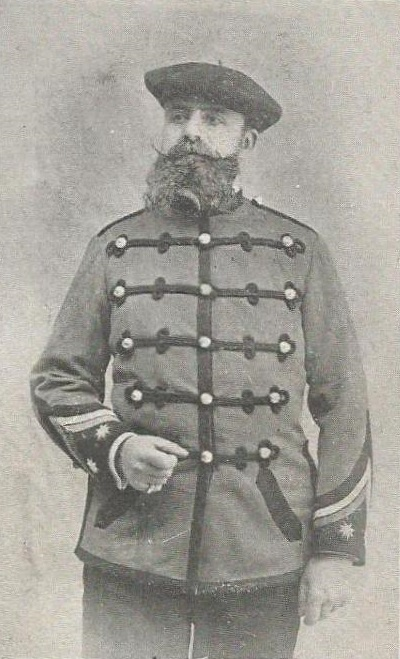
José María Santa Pau y Arévalo, nieto de José María Arévalo.

José María de Arévalo fue padre de José, Carmen, Concepción y María Cruz. Su hijo José Arévalo Brugada, capitán de artillería, participó también en la primera guerra carlista. Se unió a los carlistas en 1837 y en septiembre del año siguiente dirigió las dos piezas de artillería con las que Llagostera atacó Bellmunt. Fue capturado por los liberales cuando intentaba escapar del Collado de Alpuente y fusilado poco después en Titaguas.
Otra de sus hijas, Carmen Arévalo Brugada, se casó con el general y noble carlista aragonés Antonio Santa-Pau Cardos, con quien tuvo a Antonio, José María y Francisco Santa Pau y Arévalo. Los tres participaron en la tercera guerra carlista. Francisco falleció en 1879 en la cárcel de Alcañiz, tras tres años de prisión preventiva por haber estado supuestamente complicado en la causa sobre la muerte de un oficial del Ejército, en la que poco antes de su fallecimiento se le pedía el sobreseimiento; Antonio presidió a finales del siglo XIX la Junta carlista del distrito de Alcañiz; y José María fue retratado por una revista como uno de los carlistas ilustres y fue alcalde de Calanda.
Una hija de José María Santa Pau y Arévalo, Felisa de Santa Pau y Matutano (casada con Rafael Angulo y Navarro de Arzuriaga) (bisnieta del general Arévalo), fue madre, entre otros, de Luis Arturo Angulo Santa Pau, muerto al comienzo de la guerra civil española en una acción de guerra en Sarrión, y de Jaime Angulo Santa Pau, que se alistó al Tercio de Requetés María de Molina y prestó después servicios auxiliares en el Ejército nacional.